# Cabedelo
Cabedelo és un municipi localitzat a l'estat de Paraíba, al Brasil. Té una àrea de 31,42 km², i una forma singular, amb 18 km d'extensió per 3 km d'amplària. Té una població d'aproximadament cinquanta-set mil habitants.

## Generalitats
El clima és calent i humit, amb temperatura màxima de 35 °C i mínima de 22 °C. Les pluges comencen generalment a l'abril i acaben al juliol. La vegetació és bastant diversificada, presentant franges de Mata Atlântica, cocoters i manglars.
Formen part del municipi de Cabedelo els districtes: Renascer (Creat per la Llei 614/91 de 20 de juny de 1991); Pou (Creat per la Llei 651/92 de 10 d'abril de 1992); i Intermares.

## Història
Fundada a finals del segle xvi, a la dècada de 1580, quan es va edificar Cabedelo, pertanyia al municipi de João Pessoa. A través de la Llei nº 283, de 17 de març de 1908, va tenir autonomia, quedant el poblat elevat a vila. Va perdre els fòrums de vila i municipi, per Llei Estadual nº 676, de 20 de novembre de 1928, la qual anexioná el seu territori al municipi de la Capital. En divisió administrativa de 1933 tornava a figurar com districte del municipi de João Pessona. Amb la Llei Estadual nº 1631 de 12 de desembre de 1956 més una vegada tornava Cabedelo a la categoria de municipi, composantse en un únic districte. Aquell diploma legal crea la Comarca, per desmembrament de la Capital, la instal·lació de la qual del nou municipi estava prevista per a 4 d'abril de 1959 sent, però instal·lat a 31 de gener de 1957.
És una ciutat que forma part de la Regió Metropolitana de João Pessoa, però que té una personalitat pròpia i encantadorament discreta. Cabedelo és una ciutat portuària i queda en una península entre l'oceà Atlàntic i el Riu Paraíba. El seu nom ve de l'expressió que significa "petit cap". El Port de Cabedelo és la gran entrada i sortida comercial de l'Estat. Lloc d'història rica, Cabedelo és plena de moments importants en la vida paraibana i nacional.